# محرك نيوكومن الجوي

مخطط لمحرك نيوكومن البخاري.
– يظهر البخار بالوردي والماء بالأزراق.
– تتحرك الصمامات من الفتح (بالأخضر) إلى الإغلاق (بالأحمر)

اختُرع المحرك الجوي من قبل توماس نيوكومن في عام 1712، ويشار إليه غالبًا باسم محرك نيوكومن. كان المحرك يعمل بتكثيف البخار المسحوب إلى الأسطوانة، حيث يخلق تخلخلًا جزئيًّا يسمح للضغط الجوي بدفع المكبس إلى داخل الأسطوانة. كان أول جهاز عملي يستفيد من البخار لإنتاج شغل ميكانيكي. استخدمت محركات نيوكومن في أرجاء بريطانيا وأوروبا، وذلك بشكل رئيسي لضخ الماء من المناجم. بنيت المئات منها خلال القرن الثامن عشر.
كان تصميم محرك جيمس واط اللاحق نسخةً معدلةً من محرك نيوكومن ضاعفت تقريبًا فعالية الوقود فيه. حولت العديد من المحركات الجوية إلى تصميم واط، بسعر مبني على جزء من التوفير في استهلاك الوقود. كنتيجة لذلك، فإن واط اليوم مشهور أكثر فيما يتعلق بأصول المحرك البخاري.

## أسلافه
قبل نيوكومن صنع عدد من الأجهزة من أنواع مختلفة، ولكن معظمها كان مجرد ابتكارات ترفيهية. نحو عام 1600 استخدم عدد من التجارب البخار لتشغيل نوافير صغيرة تعمل كجهاز تحضير القهوة. في البداية كان يُملأ خزان بالماء عبر أنبوب يمتد عبر أعلى الخزان إلى أسفله تقريبًا. كان قاع الأنبوب يُغمر بالماء، ما يجعل الخزان محكمًا. ثم كان يسخن الخزان لجعل الماء يغلي. يضغط البخار المولد الخزان، ولكن الأنبوب الداخلي المغمور من الأسفل بالسائل، والذي يفتقد وجود غطاء محكم في أعلاه، كان يبقى عند ضغط أقل؛ فيجبر البخار المتوسع الماء في أسفل الخزان على الدخول إلى الأنبوب ومنه إلى الأعلى ليرش خارجًا من فوهة في الأعلى. كان لهذه الأجهزة فعالية محدودة ولكنها كانت تستعرض صلاحية المبدأ للتطبيق.
في عام 1606، استعرض الإسباني جيرونيمو دي أيانز ي بومونت مضخة ماء تعمل بالبخار ونال عنها براءة اختراع. استخدمت المضخة بنجاح لتنشيف المناجم العارقة في غوادالكانال في إسبانيا.
في عام 1662 نشر إدوارد سومرست، الماركيز الثاني لورسستر، كتابًا يحتوي عدة أفكار كان يعمل عليها. إحداها كانت فكرة مضخة تعمل بالبخار تستطيع تزويد النواقير بالماء؛ استخدمت الآلة على التبادل تخلخلًا جزئيًّا وضغط البخار. كان خزانان يملآن على التبادل بالبخار، ثم يرشان بالماء البارد لجعل البخار في الداخل يتكاثف؛ ينتج هذا تخلخلًا جزئيًّا يسحب الماء عبر أنبوب من بئر إلى الخزان. تقود بعد ذلك شحنة جديدة من البخار تحت الضغط من الخزان إلى أنبوب آخر إلى ارتفاع أعلى قبل أن يتكاثف البخار ثم تعاد الدورة بالأكمل. بتشغيل الخزانين على التبادل، يمكن زيادة معدل الوصول إلى الخزان العلوي.

### «صديق عمال المناجم» الذي صنعه سيفري
في عام 1698 أصدر توماس سيفري براءة اختراع لمضخة تعمل بالبخار أسماه «صديق عمال المناجم»، وهو مطابق في أساسه لتصميم سومرست لدرجة يكاد يكون نسخة طبقة الأصل. عملية التبريد والتخلية كانت بطيئة إلى حد ما؛ لذا أضاف سيفري مرذذ ماء بارد خارجي لتبريد البخار بشكل سريع.
لا يمكن اعتبار اختراع سيفري تمامًا بأنه أول «محرك» بخاري بما أنه لم يكن فيه أجزاء متحركة ولا يمكنه نقل قدرته إلى أية جهاز خارجي. كان هناك بشكل واضح آمال كبيرة معلقة على صديق عمال المناجم، ما أدى بالبرلمان على تمديد صلاحية براءة الاختراع لمدة 21 سنة، بحيث لا تنتهي صلاحية براءة الاختراع حتى 1733. لسوء الحظ، لم يلق جهاز سيفري النجاح الذي كان متوقعًا له.
نجمت مشكلة نظرية في جهاز سيفري من حقيقة أن الخلاء يمكنه فقط رفع الماء إلى ارتفاع أعظمي يبلغ نحو 30 قدمًا (9 أمتار)؛ ويمكن إضافة 40 قدمًا (12 متر) أخرى أو نحو ذلك بسبب ضغط البخار. لم يكن هذا كافيًّا لضخ الماء من منجم. يقترح سيفري في كتيبه وضع المرجل والخزانات على طرف من حفرة المنجم أو حتى في سلسلة من مضختين أو أكثر للمستويات الأعمق. كانت هذه وضوحًا حلولًا غير مناسبة وكان عمل نوع من المضخات الميكانيكية على مستوى السطح -مضخة تدفع الماء بشكل مباشر دون «سحبه»- أمرًا مرغوبًا. كانت هذه المضخات شائعةً مسبقًا، وتعمل بالأحصنة، ولكنها كانت تتطلب مشغلًا عموديًّا تردديًّا لم يكن نظام سيفري يوفره. المشكلة الأكثر عملية كانت تخص امتلاك مرجل يعمل تحت الضغط، كما تبين عندما انفجر مرجل محرك في ويدنيسوري، ربما في عام 1705.

### نظام أسطوانة ومكبس دينيس بابين التجريبي
يكتب لويس فيغوير في عمله الخالد اقتباسًا كاملًا لورقة دينيس بابين البحثية المنشورة في عام 1690 في مجلة أكتا إروديتوروم في لايبزيش، بعنوان «طريقة حديثة للحصول على قوى معتبرة بسعر رخيص» (بالفرنسية: Nouvelle méthode pour obtenir à bas prix des forces considérables). يبدو أن الفكرة أتت لبابين أثناء عمله مع روبرت بويل في الجمعية الملكية في لندن. يصف بابين في البداية صب كمية صغيرة كم الماء في قاع أسطوانة شاقولية، ثم إدخال مكبس على ذراع، وبعد تخلية الهواء أسفل المكبس وضع نار تحت الأسطوانة لغلي الماء حتى التبخر وخلق ضغط بخار كافٍ لرفع المكبس إلى الطرف الأعلى من الأسطوانة. ثم كان يقفل المكبس بشكل مؤقت في الوضعية العلوية عن طريق نابض متصل بالذراع. ثم كانت تبعد النار سامحةً للأسطوانة بأن تبرد، ما يؤدي إلى إعادة تكاثف البخار إلى ماء، وبالتالي يخلى القسم أسفل المكبس. كان يعلق على طرف ذراع المكبس وتر يمر على بكرتين ويتدلى ثقل من طرف الوتر. عند إطلاق النابض كان المكبس يسحب بقوة إلى أسفل الأسطوانة عن طريق فرق الضغط بين الجو والخلاء المصطنع؛ بالتالي كانت تتولد قوة كافية لرفع وزن 60 باوند (27 كغ). مع أن المحرك عمل بالتأكيد كما هو مخطط له إلا أنه كان فقط لاستعراض المبدأ، وعند وصوله إلى هذه الغاية لم يستمر بابين في تطويره، مع أنه كتب في ورقته البحثية عن احتمالية قيادة القوارب «بأنابيب لهب». وسمح لنفسه بدل ذلك أن يلتهي بتطوير نوع مطور عن محرك سيفري.

## خليفته
المشكلة الرئيسية في تصميم نيوكومن كانت أنه يستخدم الطاقة بشكل غير فعال، وكان تشغيله بالتالي مكلفًا. بعد تبريد البخار داخل الأسطوانة بما يكفي للتخلية، كانت جدران الأسطوانة باردة بما يكفي لتكثيف بعض البخار بما أنها كانت تستخدم في شوط السحب التالي. كان هذا يعني أن مقدارًا معتدًّا به من الوقود كان يستخدم فقط لإعادة تسخين الأسطوانة إلى النقطة التي يبدأ فيها البخار بملئها من جديد. بما أن الضياعات الحرارية تتعلق بالسطوح؛ فإن الزيادات في حجم المحرك كانت تزيد الفعالية، وأصبحت محركات نيوكومن أكبر بمرور الوقت. ولكن الفعالية لم تكن مهمة كثيرًا في مناجم الفحم، حيث كان الفحم متوافرًا بشكل كبير.
لم يُستبدل محرك نيوكومن حتى حسنه جيمس واط في عام 1769 لتفادي هذه المشكلة (طلب من واط إصلاح نموذج لمحرك نيوكومن من قبل جامعة غلاسغو؛ وهو نموذج صغير برزت فيه المشكلة بشكل أكبر). في محرك واط البخاري، كان يحدث التكثيف في وحدة تكثيف خارجية مرتبطة بأسطوانة البخار عبر أنبوب. عند فتح صمام في الأنبوب كان المكثف بدوره يخلي ذلك الجزء من الأسطوانة الذي يقع تحت المكبس. ألغى هذا تبريد جدران الأسطوانة، وبالتالي قلل صرف الوقود بشكل كبير. سمح ذلك أيضًا بتطوير الأسطوانة ثنائية التأثير، التي تملك أشواط قدرة إلى الأسفل وإلى الأعلى، ما يزيد مقدار الاستطاعة من المحرك دون زيادة كبيرة في حجم المحرك.
لم يلغ تصميم واط الذي قدم في عام 1769 محركات نيوكومن بشكل فوري. نتج عن دفاع واط الشديد عن براءات اختراعه استمرار استخدام محرك نيوكومن لتفادي مصاريف عوائد الملكية الفكرية. عند انتهاء صلاحية براءات اختراعه في عام 1800 كان هناك استعجال لتركيب محركات واط، وانتهى عصر محركات نيوكومن، حتى في مناجم الفحم.

## وصلات خارجية
- English Heritage – National Monuments Record for Elsecar Newcomen engine